# Кривошея Надія Самсонівна
Надія Самсонівна Кривошея (7 листопада 1929, село Карапиші, тепер Обухівського району Київської області) — українська радянська діячка, ланкова колгоспу імені Щорса Миронівського району Київської області. Герой Соціалістичної Праці (22.12.1977). Депутат Верховної Ради СРСР 10-го скликання.

## Біографія
Народилася в селянській родині. Освіта середня.
З 1946 року — колгоспниця, з 1947 року — ланкова колгоспу імені Щорса села Карапиші Миронівського району Київської області.
Член КПРС з 1960 року.
Потім — на пенсії в селі Карапиші Миронівського району Київської області.

## Нагороди
- Герой Соціалістичної Праці (22.12.1977).
- два ордени Леніна (22.12.1977).
- два ордени Трудового Червоного Прапора.
- медалі.
- Заслужений працівник сільського господарства Української РСР.